# Cotesia phlyctaeniae
Cotesia phlyctaeniae är en stekelart som först beskrevs av Muesebeck 1929.  Cotesia phlyctaeniae ingår i släktet Cotesia och familjen bracksteklar. Inga underarter finns listade i Catalogue of Life.